# Antonio Mussa
Antonio Mussa (ur. 30 października 1940 w Turynie) – włoski lekarz, chirurg, profesor, polityk, były poseł do Parlamentu Europejskiego.

## Życiorys
W 1965 ukończył medycynę na Uniwersytecie Turyńskim. Uzyskiwał specjalizacje w zakresie chirurgii ogólnej (1970) oraz dziecięcej (1972). Pracował jako nauczyciel akademicki, od 1986 na stanowisku profesora zwyczajnego. Prowadził także praktykę zawodową jako chirurg, był m.in. prezesem regionalnego centrum onkologii i ordynatorem oddziału onkologicznego w szpitalu uniwersyteckim.
Zaangażował się w działalność Sojuszu Narodowego, od 2002 był przewodniczącym rady naukowej tego ugrupowania. Dwukrotnie w trakcie kadencji obejmował mandat posła do Parlamentu Europejskiego. W V kadencji był europosłem od lipca 2001 do lipca 2004, w VI kadencji w PE zasiadał od listopada 2008 do lipca 2009. Należał do Grupy Unii na rzecz Europy Narodów, pracował m.in. w Komisji Kultury, Młodzieży, Edukacji, Mediów i Sportu oraz w Komisji Przemysłu, Badań Naukowych i Energii. Wraz z Sojuszem Narodowym przystąpił do Ludu Wolności.